# City of Hope National Medical Center

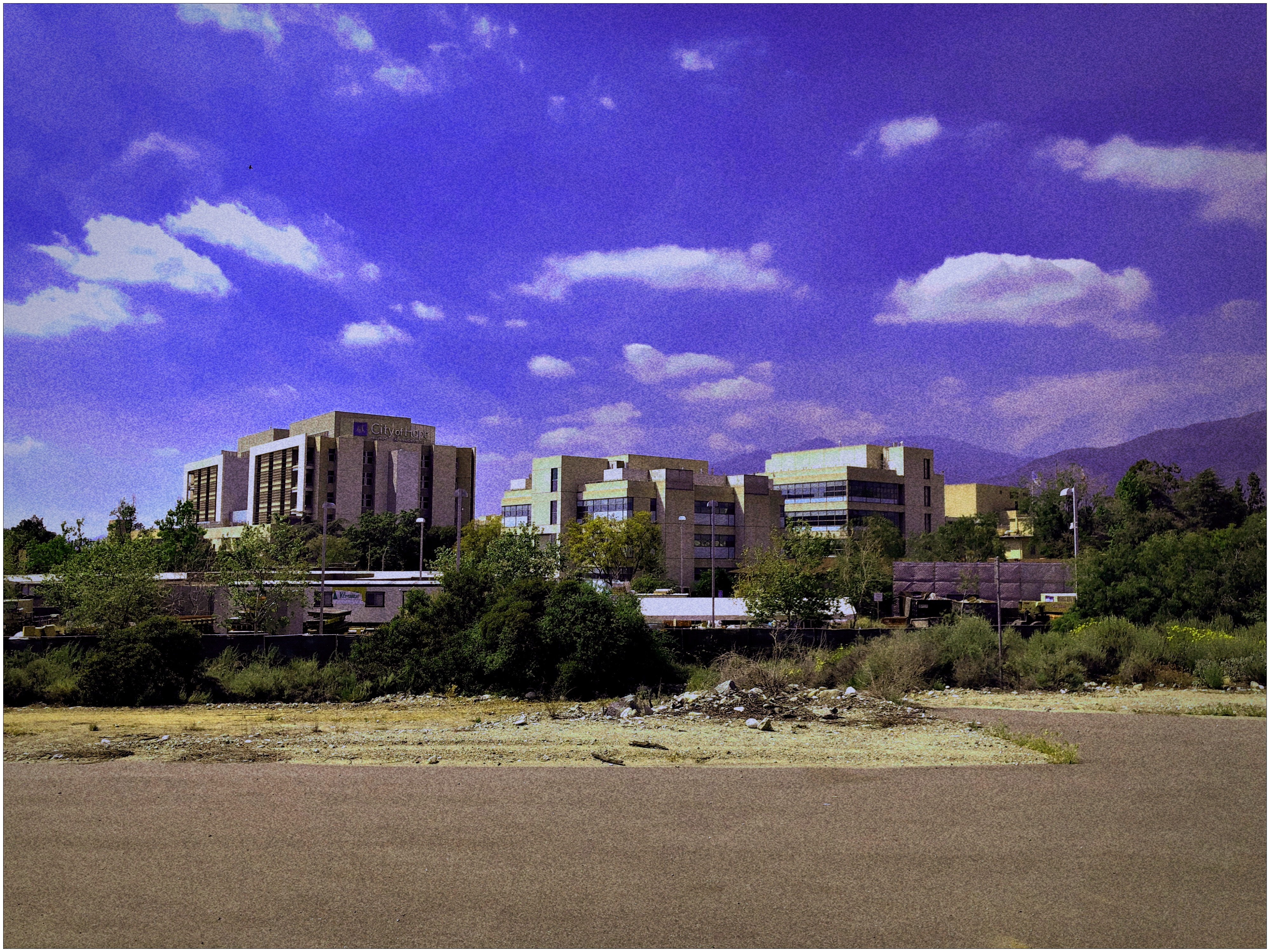
City of Hope (2019)

Das City of Hope National Medical Center ist eine private, gemeinnützige Krebsklinik in Duarte (Kalifornien).

## Geschichte
Die City of Hope entstand aus einem 1914 von der „Jewish Consumptive Relief Association“ gegründeten Tuberkulosespital außerhalb der Stadtgrenzen von Los Angeles namens „Los Angeles Sanatorium“. Nach dem Zweiten Weltkrieg konnte Tuberkulose mit Antibiotika behandelt werden, und das Spital entwickelte sich zu einer Allgemeinklinik mit Forschungsinstitut und medizinischer Ausbildung.
Mit der Lizenzierung von Patenten zweier Forscher der City of Hope, Keiichi Itakura und Arthur D. Riggs, an Genentech wurde 1978 erstmals synthetisches Insulin für Menschen hergestellt.